# آنا دانسی
آنا دانسی (ایتالیایی: Anna Danesi؛ زادهٔ ۲۰ آوریل ۱۹۹۶) بازیکن والیبال زن اهل ایتالیا است.
از باشگاه‌هایی که در آن بازی کرده‌است می‌توان به آگیل والی اشاره کرد.